# Slang (taal)
Met slang worden die registers van taalgebruik aangeduid die hetzij voorbehouden zijn aan een sociale groep, hetzij worden beschouwd als "plat", dat wil zeggen substandaard taalgebruik.
1. Er kan aan een bepaald sociolect worden gedacht, dat dan bij een lager gewaardeerde bevolkingsklasse hoort. Deze vorm van groepstaal wordt als minder sociaal aanvaard gezien.
2. De term duidt op het gebruik van woorden die in hun connotatie (gevoelswaarde) niet neutraal zijn, maar gemeenzaam en dan ook alleen in bepaalde groepen en in bepaalde, zeer ongedwongen, sociale contexten kunnen worden gebruikt. In sommige gevallen zijn zulke woorden voor buitenstaanders niet eens begrijpelijk, maar dat is geen noodzakelijke voorwaarde. Slang is niet gelijk aan geheimtaal (zoals Bargoens).

Het woord slang is een leenwoord uit het Engels. Bij de ontlening heeft het betekenisverandering ondergaan: in het Engels heeft het een ruimere betekenis (het kan daar bijvoorbeeld ook duiden op bepaalde vormen van vaktaal of jargon). De uiteindelijke herkomst van het woord is onbekend; de oudste bron dateert uit het midden van de achttiende eeuw. Verondersteld wordt wel dat het woord uit het Scandinavisch in het Engels is gekomen, maar dat is speculatief.